# Ruda Strawczyńska (gromada)
Ruda Strawczyńska – dawna gromada, czyli najmniejsza jednostka podziału terytorialnego Polskiej Rzeczypospolitej Ludowej w latach 1954–1972.
Gromady, z gromadzkimi radami narodowymi (GRN) jako organami władzy najniższego stopnia na wsi, funkcjonowały od reformy reorganizującej administrację wiejską przeprowadzonej jesienią 1954 do momentu ich zniesienia z dniem 1 stycznia 1973, tym samym wypierając organizację gminną w latach 1954–1972.
Gromadę Ruda Strawczyńska z siedzibą GRN w Rudzie Strawczyńskiej utworzono – jako jedną z 8759 gromad na obszarze Polski – w powiecie kieleckim w woj. kieleckim, na mocy uchwały nr 13c/54 WRN w Kielcach z dnia 29 września 1954. W skład jednostki weszły obszary dotychczasowych gromad Ruda Strawczyńska, Hucisko, Niedźwiedź i Strawczyn oraz kolonia Śliwiny z dotychczasowej gromady Piotrowiec ze zniesionej gminy Snochowice w tymże powiecie. Dla gromady ustalono 20 członków gromadzkiej rady narodowej.
Gromadę zniesiono 1 stycznia 1959, a jej obszar włączono do nowo utworzonej gromady Strawczyn w tymże powiecie.